# 盂县
盂县是中国山西省阳泉市所辖的一个县。总面积为2439平方公里，縣人民政府駐秀水鎮秀水西街5號。

## 行政区划
盂县下辖8个镇、6个乡：
秀水镇、孙家庄镇、路家村镇、南娄镇、牛村镇、苌池镇、上社镇、西烟镇、仙人乡、北下庄乡、梁家寨乡、西潘乡和东梁乡。

## 人口
截至2020年11月，盂縣常住人口為28.1萬人，與2010年第六次全國人口普查的31.1萬人相比，十年間減少了3萬人，減少9.65%，年平均增長率-1.01%。全縣共有家庭户10.07萬户，集體户4590户，家庭户人口為26.04萬人，集體户人口為2.06萬人。全縣常住人口中，男性人口為14.53萬人，佔51.72%；女性人口為13.57萬人，佔48.28%。

## 交通
- 239国道过境。
- 石太客运专线在境内设阳泉北站，该站另有通往阳泉市区的阳大铁路。

## 名胜古迹
- 全国重点文物保护单位6项：大王庙、府君庙、坡头泰山庙、藏山祠、盂北泰山庙、西关三圣寺大殿
- 山西省文物保护单位6项：大铁钟、烈女祠、三圣寺、庄里龙天庙、李庄藏山祠、交口大王庙
- 阳泉市文物保护单位：
- 盂县文物保护单位：